# Right in the Night
Right in the Night is een nummer van de Duitse eurodance-groep Jam & Spoon uit 1993. Het is de tweede single van hun studioalbum Tripomatic Fairytales 2001. Het nummer wordt gezongen door Plavka.
"Right in the Night" werd een wereldhit en wordt beschouwd als een van de grootste anthem-klassiekers uit de jaren 90. Het bereikte de eerste plek in Canada, Finland, Griekenland en Spanje, de tweede plek in Australië, IJsland en Italië. In Nederland kwam het nummer op de 10e plek in de Single Top 100.
De gitaarriff is gebaseerd op het nummer "Asturias (Leyenda)" van componist Isaac Albéniz.

## Follow me!
Het succes van "Right in the Night" ligt voor een deel ook aan de B-kant van de plaat waarop het nummer "Follow me!" staat. Omdat "Right in the Night" meer op de radio was gericht, maakten ze een meer clubgerichte B-kant om de dj's die een opvolger van Stella verwachtten, tevreden te houden. Het nummer werd gemaakt op basis van een break van de albumversie van "Right in the Night". Het is een lang uitgesponnen clubtranceplaat met een kenmerkend zoemgeluid en enkele door Mark Spoon ingesproken woorden. "Follow me!" maakte de single populair voor de dj's. In 1998 gebruikte de groep DuMonde dit geluid voor de single Tomorrow. Op Tripomatic Fairytales 2001 staat "Follow me!" niet, maar een deel van het nummer is door de albumversie van "Right in the Night" gemixt.

## Andere versies
Op 10 juli 2008 verscheen een serie remixes van de Deense artiest Whigfield. In totaal zijn er zeven remixes gemaakt.
Op 26 april 2013 verscheen een remix van David May en Amfree genaamd "Right in the Night 2013". Het verscheen als cd-single en digitale download. In totaal zijn er zeven remixes gemaakt.